# Список полных кавалеров ордена Славы (Кыргызстан)
Орден Славы — военный орден СССР, учреждён Указом Президиума Верховного Совета СССР от 8 ноября 1943 года. Награждались лица рядового и сержантского состава Красной Армии, а в авиации и лица, имеющие звание младшего лейтенанта. Вручался только за личные заслуги.
В настоящем списке представлены в алфавитном порядке полные кавалеры ордена Славы, уроженцы Киргизии. В списке отражена информация о дате присвоения ордена, его номере, роде войск, годах жизни — дате рождения и дате смерти, указаны места рождения согласно современному административному делению Киргизстана.

## Список награждённых
| № п/п | Фото | Фамилия Имя Отчество | Дата Указа и номер ордена           | Дата Указа и номер ордена | Дата Указа и номер ордена | Род войск  | Годы жизни                                   | Место рождения                                   | Страница на сайте «Герои страны» |
| № п/п | Фото | Фамилия Имя Отчество | 3 степень                           | 2 степень                 | 1 степень                 | Род войск  | Годы жизни                                   | Место рождения                                   | Страница на сайте «Герои страны» |
| ----- | ---- | -------------------- | ----------------------------------- | ------------------------- | ------------------------- | ---------- | -------------------------------------------- | ------------------------------------------------ | -------------------------------- |
| 1     |      | Байтурсунов Насир    | 24.08.1944 №309727 19.12.1944 № н/у | 14.04.1945 №22935         | 29.05.1945 №2994          | Артиллерия | 18 ноября 1918 года — 11 мая 1995 года       | село Кокомерен Жайлыского района Чуйской области | 9402                             |
| 2     |      | Парпиев Абдурашид    | 06.03.1944 № 31160                  | 06.10.1944 №5484          | 15.05.1946 №2836          | Артиллерия | 9 (14) января 1914 года — 2 ноября 1974 года | село Шарк Кара-Суйский район Ошской области      | 8587                             |